# マッド・ダディ
『マッド・ダディ』（原題: Mom and Dad）は、2017年に公開されたアメリカ合衆国のホラー映画である。監督はブライアン・テイラー、主演はニコラス・ケイジとセルマ・ブレアが務めた。なお、本作の日本語字幕は高橋彩が担当した。

## ストーリー
ある母親が子守歌を流しながら車を運転していた。彼女は線路の上に車を止めると、子供を車の中に残したままその場を立ち去った。
ライアン家は家族仲がギクシャクしていた。父親のブレントは娘のカーリーの新しいボーイフレンドのデーモンを快く思っておらず、カーリーは「父親は頭が固すぎる」と憤っていた。一方、母親のケンダルは不干渉の立場を取っていたが、それはそれでカーリーを苛立たせた。カーリーは弟のジョシュが自分にちょっかいを出してくることに悩まされていた。そんな折、カーリーはデーモンとデートする予定だったが、急遽入った祖父母との会食のためにキャンセルせざるを得なくなった。
しばらくして、カーリーは学校で超常現象に遭遇するようになった。一切操作していないにも拘わらず、テレビやラジオの電源が突然入るようになったのである。その後、ライアン家の家政婦が突然ハンマーで娘を殺害するという事件が発生した。その頃、学校には発狂した保護者たちが押し寄せており、息子や娘を次々と殺していった。震え上がったカーリーは友人のライリーと共に学校を脱走し、ライリーの家に閉じこもった。しかし、ライリーの母親も正気を失っており、油断していた娘を絞殺するに至った。カーリーはデーモンの元に駆け込んだが、デーモンは襲いかかってきた母親を逆に殺したばかりであった。デーモンは「親たちは子供を殺そうとしている。君の弟さんにも命の危険があるから、俺の家に避難させるべきだ」とカーリーに言った。
その頃、ケンダルは出産寸前の妹（ジェンナ）を見舞うべく、病院に向かっていた。ジェンナが出産した後、彼女は唐突に赤ん坊を殺害しようとした。何とか赤ん坊の命を守ることに成功したケンダルは、そのまま病院を飛び出した。道中、テレビでは集団ヒステリーの被害が報じられていた。謎の電波の影響を受けた親たちが子供を殺害するケースが多発しているのだという。ケンダルはカーリーとジョシュを守るために自宅に急行した。時を同じくして、ブレントも同様の理由で自宅に向かっていた。
ベッドの中で怯えているジョシュを発見したカーリーは、彼を宥めて急いで家を飛び出ようとしたが、後もう少しのところでブレントに見つかってしまった。デーモンの姿を見たブレントはヒステリー状態に陥り、2人に襲いかかってきた。しかも、ちょうど家に辿り着いたばかりのケンダルも夫に加勢した。カーリーとジョシュは必死の思いで地下室へ向かい、そこに閉じこもった。ブレントとケンダルは扉を破壊しようと躍起になり、周囲に対する警戒が散漫になっていた。その隙を突いて、ジョシュは隠し持っていた父親の拳銃を扉に向かって発砲した。銃弾はケンダルに当たったが、致命傷にはならなかった。
こうして両親と子供2人の死闘は激しさを増していくのだった。

## キャスト
※括弧内は日本語吹替
- ブレント・ライアン - ニコラス・ケイジ（大塚明夫[4]）
- ケンダル・ライアン - セルマ・ブレア（仲村かおり[4]）
- カーリー・ライアン - アナ・ウィンターズ（英語版）(杉山里穂)
- ジョシュ・ライアン - ザカリー・アーサー（英語版）(水瀬郁)
- デーモン - ロバート・T・カニンガム　(藤田将利)
- ライリー - オリヴィア・クロチッチア（英語版）　(沼田智佳)
- タナー - ブライオン・デイヴィス（英語版）
- ジェンナ - サマンサ・ルモール
- スン・イー - シャロン・ジー（いとうちひろ）
- メル・ライアン - ランス・ヘンリクセン（佐々木薫[4]）
- 専門家 - グラント・モリソン（英語版）（カメオ出演）
- 保護者 - ボキーム・ウッドバイン（カメオ出演）
- メフメト・オズ（英語版） - 本人（カメオ出演）

## 製作
2016年2月12日、ニコラス・ケイジが本作の主演に起用されたと報じられた。6月22日、セルマ・ブレアの出演が決まった。7月、本作の主要撮影が始まった。

## 公開
2017年9月9日、本作は第42回トロント国際映画祭でプレミアを迎えた。

## 評価
本作は批評家から好意的に評価されている。映画批評集積サイトのRotten Tomatoesには131件のレビューがあり、批評家支持率は75%、平均点は10点満点で6点となっている。サイト側による批評家の見解の要約は「『マッド・ダディ』のとち狂った設定は、血しぶきが飛ぶダーク・コメディにとって見事なスプリングボードとなっている。また、ニコラス・ケイジの狂気じみた演技も良い。」となっている。また、Metacriticには30件のレビューがあり、加重平均値は59/100となっている。